# Unhalfbricking
Unhalfbricking es el tercer álbum de estudio de la banda británica de folk rock, Fairport Convention. Fue publicado a mediados de 1969 a través de Island Records en el Reino Unido y por A&M en los Estados Unidos.

## Grabación y producción
Fairport Convention habían invitado al publicador de música de Bob Dylan para escuchar sus canciones inéditas de las sesiones de The Basement Tapes. El bajista de la banda, Ashley Hutchings, dijo "Amábamos todas las canciones. Nosotros podríamos versionar todas las canciones si pudiéramos". En el evento, las canciones "Percy's Songs", "Million Dollar Bash" y "If You Gotta Go, Go Now" (titulada "Si tu dois partir") fueron usadas en el álbum.
El vocalista Iain Matthews, dejó la banda durante las sesiones de Unhalfbricking para grabar su álbum solista, Matthews' Southern Comfort, después de grabar sólo una canción, "Percy's Song". Sandy Denny canto las voces principales en todas las demás canciones, incluida su composición, "Who Knows Where the Time Goes?". El guitarrista Richard Thompson contribuyó con 2 composiciones en el álbum. La canción de apertura "Genesis Hall", un vals lento en el cual Simon Nicol toca el dulcimer, también fue publicado como lado B del lanzamiento de sencillo. "Cajun Woman", la cual da apertura al lado B del álbum, presenta a Dave Swarbrick tocando el violín por primera vez en la banda.

## Título y diseño de portada
El título surge de un momento en el que la banda estaba jugando el juego de palabras Ghost mientras viajaban de gira en gira. Su objetivo era "evitar completar una palabra real", y "Unhalfbricking" fue la creación de Sandy Denny.
Eric Hayes tomó la fotografía de la portada del álbum para el lanzamiento en el Reino Unido, la cual no presentaba título ni el nombre de la banda. La foto captura a los padres de Denny, Neil y Edna Denny, parados afuera de su casa en el 9B Arthur Road, Londres, con la banda siendo visible en el fondo, detrás de la valla. Joe Boyd dijo más tarde que "la portada de Unhalfbricking había sido tomada a inicios de la primera, justo antes del accidente, eso creo; y el álbum había sido publicado en junio".

## Rendimiento comercial
El álbum también le dio a la banda su primer gran éxito comercial, alcanzando el puesto #12 en el UK Albums Chart, mientras que el sencillo "Si tu dois partir" alcanzó la posición #21 en las listas de sencillos británicas. La banda apareció en el programa de la BBC, Top of the Pops el 14 de agosto de 1969, interpretando la canción junto con el mánager Steve Sparks en la percusión.

## Recepción de la crítica
Richie Unterberger de AllMusic describió al álbum como "un álbum transicional para la recién creada Fairport Convention". John Mendelsohn de Rolling Stone calificó al álbum junto con Liege & Lief, describiéndolo como "Fairport Convention en su mejor momento" y elogiando a "Percy's Song", llamándola la "gema del álbum".

## Legado
Fue colocado en la posición #688 del libro All Time Top 1000 Albums de Colin Larkin. En 2004, la revista Q colocó a Unhalfbricking en el puesto 41 en la lista de los "50 Mejores Álbumes del Reino Unido". En el mismo año, The Observer la describió como una "completa obra maestra", colocando en el puesto #27 en su Top de "100 Álbumes Británicos". Robert Dimery la incluyó en su libro de 2005, 1001 Albums You Must Hear Before You Die. La canción de Sandy Denny, "Who Knows Where the Time Goes?" fue votada como "Canción Favorita de Folk de Todos los Tiempos" por los oyentes de BBC Radio 2 Folk Awards.

## Lista de canciones
Todas las canciones escritas por Bob Dylan, excepto donde está anotado.
| Lado uno |                     |                                           |          |  |
| N.º      | Título              | Escritor(es)                              | Duración |  |
| 1.       | «Genesis Hall»      | Richard Thompson                          | 3:35     |  |
| 2.       | «Si tu dois partir» |                                           | 2:18     |  |
| 3.       | «Autopsy»           | Sandy Denny                               | 4:20     |  |
| 4.       | «A Sailor's Life»   | tradicional, arr. por Fairport Convention | 11:08    |  |
| 21:21    |                     |                                           |          |  |

| Lado dos |                                  |              |          |  |
| N.º      | Título                           | Escritor(es) | Duración |  |
| 1.       | «Cajun Woman»                    | Thomson      | 2:42     |  |
| 2.       | «Who Knows Where the Time Goes?» | Denny        | 5:06     |  |
| 3.       | «Percy's Song»                   |              | 6:47     |  |
| 4.       | «Million Dollar Bash»            |              | 2:54     |  |
| 17:29    |                                  |              |          |  |

- Los lados uno y dos fueron combinados como pista 1–8 en la reedición de CD.

| Bonus tracks (2003 Island Records reissue) |                                        |          |  |
| N.º                                        | Título                                 | Duración |  |
| 9.                                         | «Dear Landlord»                        | 4:06     |  |
| 10.                                        | «Ballad of Easy Rider» (Roger McGuinn) | 4:55     |  |
| 9:01                                       |                                        |          |  |

## Créditos
Créditos adaptados desde las notas del álbum.
Fairport Convention
- Sandy Denny – voz principal, clavecín
- Richard Thompson – guitarra eléctrica y acústica, dulcimer, piano, órgano, coros
- Ashley Hutchings – bajo eléctrico, coros
- Simon Nicol – guitarra eléctrica y acústica, dulcimer, coros
- Martin Lamble – batería

Músicos adicionales
- Iain Matthews – coros (7)
- Dave Swarbrick – violín tradicional (2, 4, 5), mandolina (8)
- Trevor Lucas – triángulo (2)
- Marc Ellington – coros (8)
- Dave Mattacks – batería (10)

Personal técnico
- Joe Boyd – productor
- Simon Nicol – productor
- John Wood – ingeniero de sonido

Diseño
- Eric Hayes – fotografía
- Diogenic Attempts – diseño de portada